# Политика једног дјетета
Политика једног дјетета, као дио политике планирања породице, била је политика контроле популације која је уведена у Народној Републици Кини од 1978. до 1980. године, а формално је укинута 2015. године. Политика је дозвољавала много изузетака, а етничке мањине су биле ослобођење. 2007. године политика је строго примјењивана на 36% популације Кине, док је за 53% дозвољено друго дијете уколико је прво било женског пола.
Политика је примјењена на покрајинском нивоу кроз казне које су изречене на основу прихода породице и других фактора. „Комисија за планирање популације и породице” постоји на сваком нивоу власти да би подигла свијест и извршила регистрацију и инспекцију рада.
Политика је уведена 1978. године, усвојена/примјењена је као привремена мјера 18. септембра 1980. године, да би обуздала све већу популацију и ограничила потребе за водом и другим ресурсима, као и да би ублажила проблеме у друштву, привреди и заштити прирордне средине у Кини. Већини демографа није јасно колико је популација смањена искључиво овом политиком.
Влада НР Кине сматра да је спречено око 400 милиона рођења, иако су ове тврдње под знаком питања. Извјештај у Њузвику, на примјер, доводи у питање узрок/ефекат: „…неки демографи тврде да би популација Кине била покошена и без тога — драконско правило је оставило емоционалне, друштвене и привредне ожиљке са којим ће се земља и грађани борити годинама.”
Године 2008. је анкету спровео Pew Research Center у којом је 76% популације Кине подржавало политику; међутим, политика изван Кине је наилазила на бројне негативне коментаре из многих разлога, укључујући нарушавање људских права у примјени политике, као и забринутост око негативних друштвених посљедица.
Дана 29. октобра 2015 године, Синхуа, кинеска државна новинска агенција, извјестила је о измјени закона у политику два дјетета, наводећи изјаву Комунистичке партије Кине, али да би политика ступила на снагу мора да је ратификује Национални народни конгрес на годишњем засједању у марту 2016. године.

## Залеђина
Од оснивања Народне Републике Кине 1949. године, социјалистичка изградња је била највећа мисија коју је држава морала да изврши. Највиши државни лидери вјеровали су да би повећање броја становника ефективно доприњело националним напорима.
За вријеме Мао Цедунговог вођства у Кини, наталитет је пао са 37 промила на 20 промила. Смртност новорођенчади је опала са 227 на хиљаду рођених у 1949. на 53 на хиљаду у 1981. години, а очекивани животни вијек је драматично порастао са око 35 година у 1948. на 66 година у 1976. Све до 1960-их, влада је углавном подстицала породице да имају што више дјеце, посебно током Великог скока напријед, због Маовог увјерења да је раст становништва оснаживао земљу, спрјечавајући појаву програма планирања породице раније у развоју Кине. Држава је у то вријеме настојала да подстакне више рађања. Политика као што је „Мајка хероина“ (кин: 英雄母亲) из Совјетског Савеза била је једна од мера које је комунистичка влада предузела. Као резултат тога, становништво је порасло са око 540 милиона у 1949. на 940 милиона у 1976. години. Почевши од 1970. године, грађани су подстицани да ступају у бракове у каснијим годинама и многи су били ограничени да имају само двоје дјеце.